# Vernon L. Smith

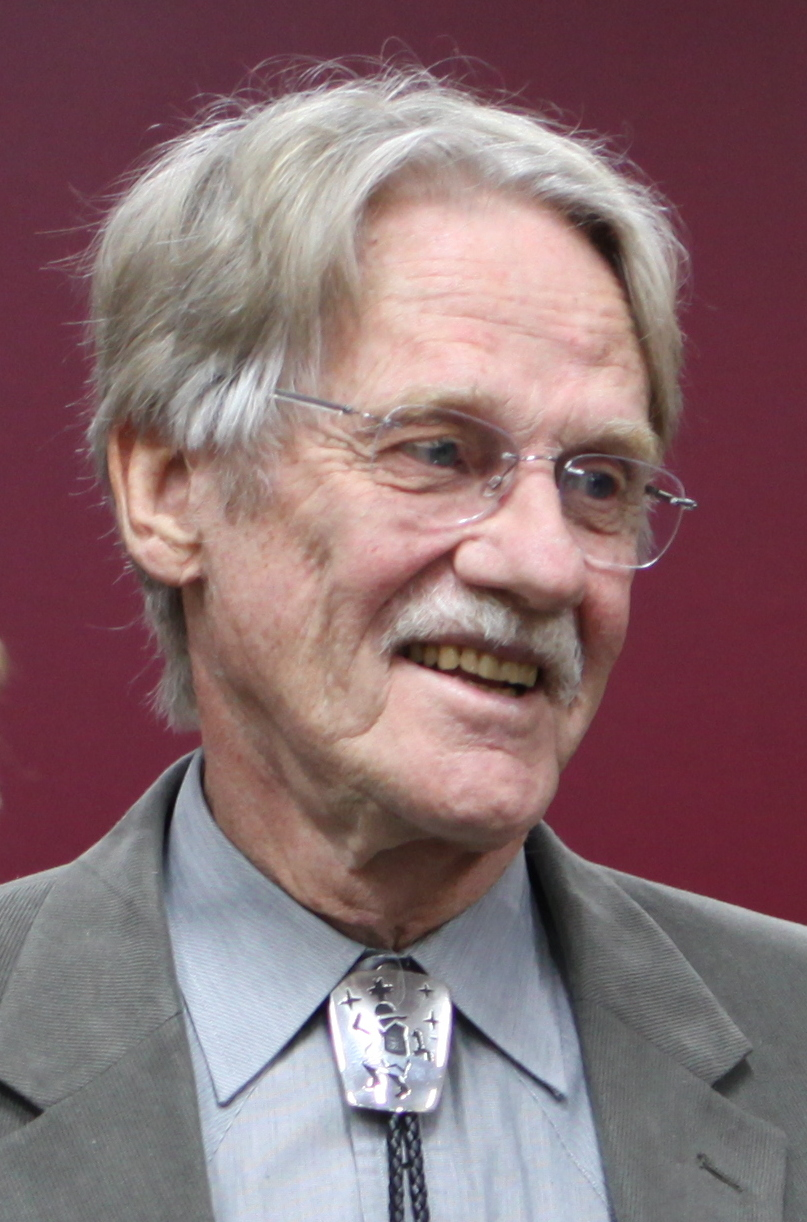
Vernon Smith (2011)

Vernon Lomax Smith (* 1. Januar 1927 in Wichita, Kansas, USA) ist ein US-amerikanischer Wirtschaftswissenschaftler. Er gilt als einer der bedeutendsten Vertreter der experimentellen Kapitalmarktforschung, ein Forschungszweig der experimentellen Ökonomie. 2002 erhielt er den Alfred-Nobel-Gedächtnispreis für Wirtschaftswissenschaften.

## Leben
Smith promovierte an der Harvard University, an der zu dieser Zeit Gottfried Haberler, ein Vertreter der Österreichischen Schule, lehrte. In den 1960er Jahren begann er an der Purdue University seine Arbeiten an ökonomischen Laborexperimenten. Von 1976 bis 2002 forschte und lehrte Smith am Eller College of Management, der wirtschaftswissenschaftlichen Fakultät der University of Arizona. Smith ist Professor für Wirtschafts- und Rechtswissenschaften an der George Mason University.
1986 bis 1987 war Smith Gründungspräsident der Economic Science Association. Er wurde 1991 in die American Academy of Arts and Sciences und 1995 in die National Academy of Sciences gewählt.
Im Jahre 2002 erhielt Smith gemeinsam mit Daniel Kahneman den Preis für Wirtschaftswissenschaften der Schwedischen Reichsbank in Gedenken an Alfred Nobel.

## Lehren
Smith fordert größtmögliche Freiheit für die Wirtschaft. Diese sollte – nach seiner Ansicht – auch darin zum Ausdruck kommen, weder Unternehmensgewinne noch Ersparnisse zu besteuern.
Smith erläutert dies in einem Interview mit der österreichischen Tageszeitung Der Standard am 26. September 2005: „Das Geld, das ein Mensch erspart, bleibt der Wirtschaft erhalten, wird investiert und produziert das Wachstum von morgen. Nur das, was er verbraucht, nimmt er der Gesellschaft weg, denn das kann dann kein anderer konsumieren. Ein Mensch, der reich ist, aber nicht viel davon ausgibt, lässt den Rest für dich und mich arbeiten. Er hilft dadurch, die Armut zu bekämpfen. Das mag zwar nicht seine Absicht sein, aber er tut es dennoch. Wir sollten ihm applaudieren und ihn nicht bestrafen. […] Alles, was in das Unternehmen hineinfließt, geht wieder hinaus – an andere Firmen, Mitarbeiter, Gläubiger oder Aktionäre. Alles geht an Individuen. Deshalb soll man nur Individuen besteuern – und nur den Verbrauch.“